# Romainmôtier
Romainmôtier  är en ort i kommunen Romainmôtier-Envy i kantonen Vaud, Schweiz. 
Fram till 1970 var det en självständig kommun.